# Hesiqui de Constantinoble
Hesiqui de Constantinoble (en llatí Hesychius, en grec Ἡσύχιος) fou un escriptor grec de data desconeguda però probablement de la meitat del segle iv, que va escriure l'obra Εἰς χαλκοῦν ὄφιν λόγοι δ`. Foci va dir que "pel que es podia jutjar d'aquesta obra, semblava ortodox". Es pensa que fou un dels eclesiàstics que es va alçar contra l'heretgia d'Eunomi vers el 360. Alguns autors li atribueixen la Història Eclesiàstica generalment atribuïda a Hesiqui de Jerusalem.